# Donalds Gespensterjagd
Donald no Obake Taiji (ドナルドのおばけたいじ?) es un videojuego educativo para la consola Sega Pico basada en la franquicia de los cortos animados del Pato Donald de  Disney que fue desarrollado y publicado por Sega en 1993, solo en Japón. Como Prototipo del juego de alemán titulado Donalds Gespensterjagd no fueran lanzada durante el 1995, También fue relanzada como la serie Hajimema en 1998.
- Datos: Q20016808